# Maurus Boxler
Maurus Boxler, auch Bochsler (* in Laufenburg AG oder Laufenburg in Bayern[?]; † 27. August oder 12. September 1681 im Stift Altenburg) war von 1658 bis 1681 der 38. Abt im Stift Altenburg.

## Leben

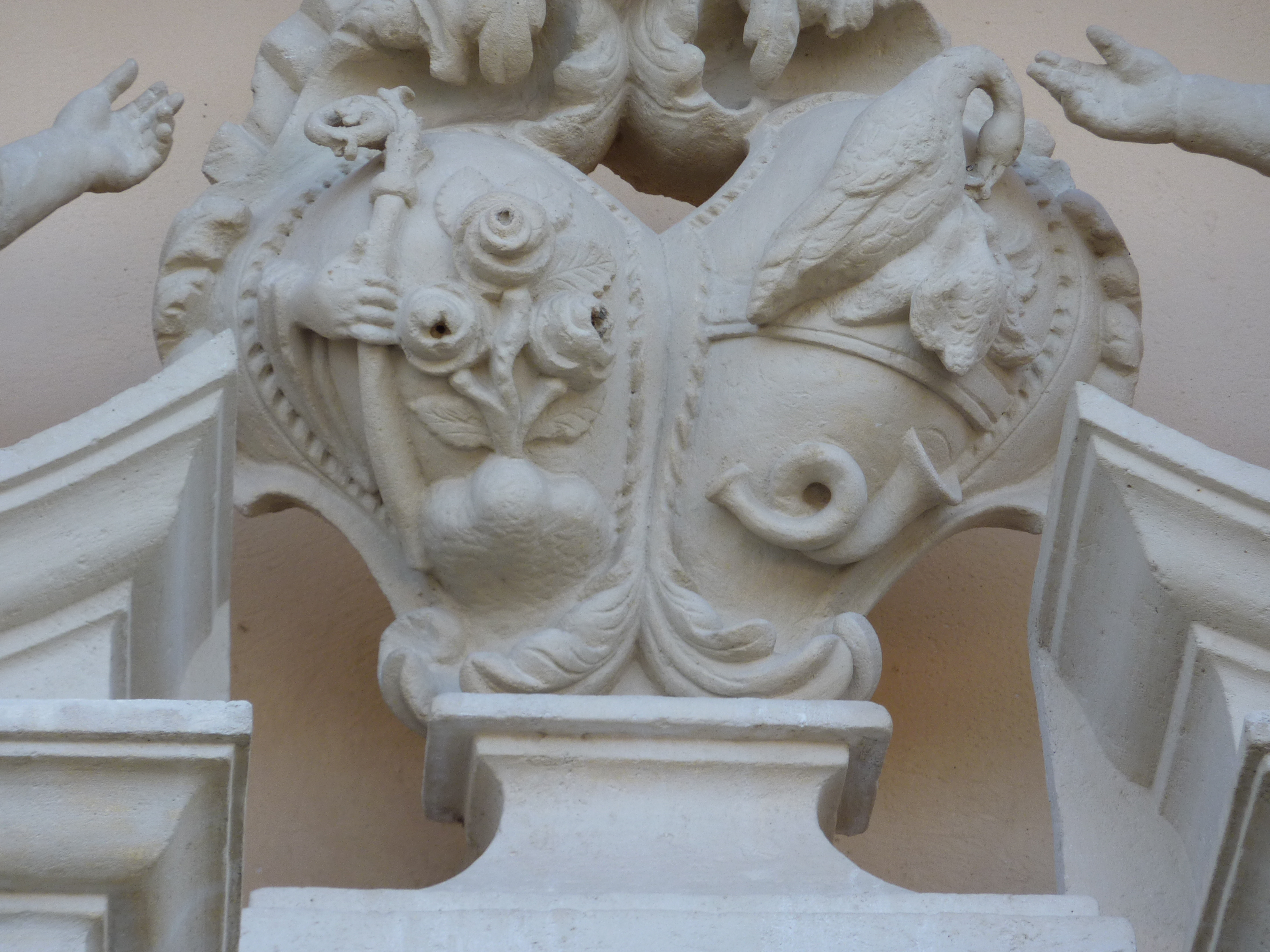
Abtwappen auf dem Epitaph für Abt Maurus Boxler außen in einer Erdgeschoßnische der Stiftskirche

Boxler stammte aus Laufenburg AG und wurde 1652 Benediktiner in Altenburg und am 21. Oktober 1658 dort zum Abt gewählt. Die Übergabe des Inventars erfolgte am 10. Februar 1659. Der aus der Schweiz stammende Abt hatte 1645 in Wien Philosophie inskribiert und war 1652 als Novize in Altenburg eingetreten. Seine Gelübde legte er am 15. Jänner 1653 ab.
Boxler ließ die im Dreißigjährigen Krieg von den Schweden zerstörte gotische Klosterkirche wieder errichten und übernahm damit die von Abt Benedikt Leiß noch vor seinem Ableben begonnene Aufgabe. Ein großer Teil des Stiftes, darunter der ganze Konvent, begonnen mit dem von Kaspar Leusering geschaffenen Altar, darunter auch der 1661/1662 erbaute Konventgarten im Süden, und andere Trakte werden ihm verdankt. Unter ihm geschahen auch einige Stiftungen und Ankäufe. Im Zusammenhang mit der Errichtung der Hauslehranstalt 1678 ließ er vom Wiener Buchbinder Ludwig Conrad 2178 Bücher des Klosters in Schweineleder binden, darunter auch die mittelalterlichen Handschriften. In den Chroniken wird er als Sammler einer umfangreichen Bibliothek bezeichnet. In seiner Amtszeit entstanden drei Kataloge.
Er wurde nach Altenburg überführt und wahrscheinlich in der Kirche beigesetzt. Sein Grabstein wurde später an der Kirchenapsis aufgestellt. Zu seinem Nachfolger wurde am 26. Oktober 1681 Raymundus Regondi gewählt.